# Национални морски парк Закинтос
Национални морски парк Закинтос (грч. Εθνικό Θαλάσσιο Πάρκο Ζακύνθου) основан у децембру 1999. године, је национални парк који се налази у заливу Лаганас, на острву Закинтос, у Грчкој. Парк, део еколошке мреже Натура 2000, простире се на површини од 135 км² и станиште је главате морске корњаче (Caretta caretta). То је први национални парк основан за заштиту морских корњача на Медитерану.

## Географија
Морски парк Закинтоса обухвата морско подручје залива Лаганас, на јужним обалама острва Закинтос, и у њему се налази једна од најважнијих плажа за гнежђење морских корњача на Медитерану. Станиште за гнежђење у заливу обухвата шест плажа: Геракас, Дафни, Секанија, Каламаки, Е. Лаганас и острвце Маратониси, укупне дужине око 5 км, од којих је Секанија оцењена као једно од највећих светских концентрација гнежђења главатих корњача. Осим подручја за гнежђење, парк обухвата мочварно подручје језера Кери и два мала острва Строфадија, која се налазе на 50 км јужно од острва Закинтос.
Морски парк се састоји од три морске зоне (А, Б, Ц) у заливу Лаганас, поред строго заштићених подручја гнежђења, као и копнене и периферне зоне. Ради заштите екосистема, риболовне активности су строго забрањене унутар сваке од морских зона.

## Биологија
Ово подручје је дом угрожене главате морске корњаче (Caretta caretta), која се сматра једним од најстаријих облика живота на планети. У морском парку годишње буде 900 до 2.000 гнезда, што у просеку представља осамдесет процената од укупних гнезда медитеранске популације главатих корњача. Оне већину свог живота проводе на мору, али женке полажу јаја у заливу Лаганас ноћу од маја до августа.
Осим тога, ово подручје карактерише низ важних станишта укључујући пешчане дине, корита Морске цветнице, критично угрожени морски нарцис (Pancratium maritimum), потопљене гребене, као и стотине врста флоре и фауне, од којих су неке од велике важности. Стална популација критично угрожене врсте средоземне морске медведице, Monachus monachusМорска медведица, присутна је на западној обали Закинтоса.

## Управљање парком
Недавни брзи развој локалног туризма сматра се потенцијалном претњом за постојање заштићеног подручја. Штавише, годишња миграција главате морске корњаче на своја гнездилишта постала је све ризичнија због препрека на које се сусрећу на плажама. Поред тога, глисери, кршећи забрану пловидбе чамцем по плажама за гнежђење, су још један фактор који угрожава животе корњача. Из тог разлога је у децембру 1999. основан Национални морски парк Закинтоса са циљем заштите и очувања корњача и других врста попут медитеранске медведице, као и неколико других значајних врста животиња, птица, водоземаца и флоре пронађене на овом подручју.
Даље, у циљу постизања циља активног учешћа јавности, усвојен је приступ одоздо према горе за спровођење активности које се односе на праћење и надзор, акредитацију, сертификацију и сарадњу са локалним заинтересованим странама. Овај приступ је допринео формулисању заједничке визије за дугорочно управљање природним и економским параметрима. Штавише, израда кодекса понашања за екотуристичке активности има за циљ да усклади туристичку стратегију са одржавањем биодиверзитета и културне аутентичности подручја. Поред општих принципа, разрађени су посебни кодекси понашања који се тичу разгледања, опште активности подизања свести, шетњи и морских излета.